# Gunnar Rosendahl
Gunnar Palle Rosendahl (14. srpen 1919, Paamiut – 11. duben 1996, Kodaň) byl dánský stavební inženýr.

## Životopis
Gunnar Rosendahl se narodil 14. srpna 1919 v grónském Paamiutu jako syn Philipa Rosendahla, obchodního asistenta pozdějšího guvernéra severního Grónska, a jeho manželky Agnes Johanne Erichsenové.
Rosendahl absolvoval Akademii Sorø v roce 1939 a poté začal studovat inženýrství, které ukončil jako kandidát polytechniky v roce 1944. V roce 1947 byl zaměstnán u kodaňského magistrátu. Roku 1949 založil vlastní poradenskou firmu a do roku 1953 pracoval také jako výzkumný asistent na polytechnice. V roce 1956 byl jmenován vedoucím Grónské technické organizace (GTO) a o devět let později se stal jejím ředitelem. Během svého působení v GTO se zasloužil především o vybudování moderní infrastruktury v postkoloniálním Grónsku a za jeho působení se v Grónsku začalo skutečně urbanisticky plánovat. Kromě toho zastával řadu čestných funkcí. Mimo jiné byl externím poradcem Grønlandsrådet (Grónské rady) po celou dobu její existence v letech 1964 až 1979, předsedou Dánské asociace inženýrů v letech 1966 až 1970, předsedou správní rady Geotechnického institutu v letech 1973–1987 a předsedou Společnosti pro arktickou techniku v letech 1984–1985. V roce 1989 odešel do důchodu. 29. října 1989 obdržel Rosendahl stříbrný řád Nersornaat. V roce 1990 také obdržel cenu za kulturu od města Qeqertarsuaq. Zemřel v Kodani 11. dubna 1996 ve věku 76 let.

## Osobní život
Byl třikrát ženatý. 27. února 1942 se oženil s Evou Schwartzovou, dcerou lékaře Thomase Vilhelma Schwartze a Nanny Petersenové. Po rozvodu se v roce 1970 oženil s Litzie Cronfeltovou, avšak již 3. srpna 1974 se oženil potřetí, a to s dánskou političkou Lise Østergaardovou (1924–1996), dcerou režiséra Alfreda Østergaarda a Marthy Nielsenové. I toto manželství bylo v roce 1982 rozvedeno, nicméně i nadále zůstali blízcí, o čemž svědčí i jejich společný hrob.